# Anna Åkerberg
Anna Lydia Teodora Åkerberg, född 15 september 1879 i Sollefteå församling, död 20 oktober 1962 i Gävle Heliga Trefaldighets församling, var en svensk samskollärare, rektor och kvinnosakskvinna. Hon var ordförande för Föreningen för kvinnans politiska rösträtt i Sollefteå 1906–1910.